# 臼太鼓踊り
臼太鼓踊り（うすだいこおどり）とは、宮崎県から熊本県にかけて踊られる太鼓踊り。臼太鼓とは、太鼓を前に抱くようにして叩く姿が臼を横にしたようであることから呼ばれる。

## 椎葉村の臼太鼓踊り

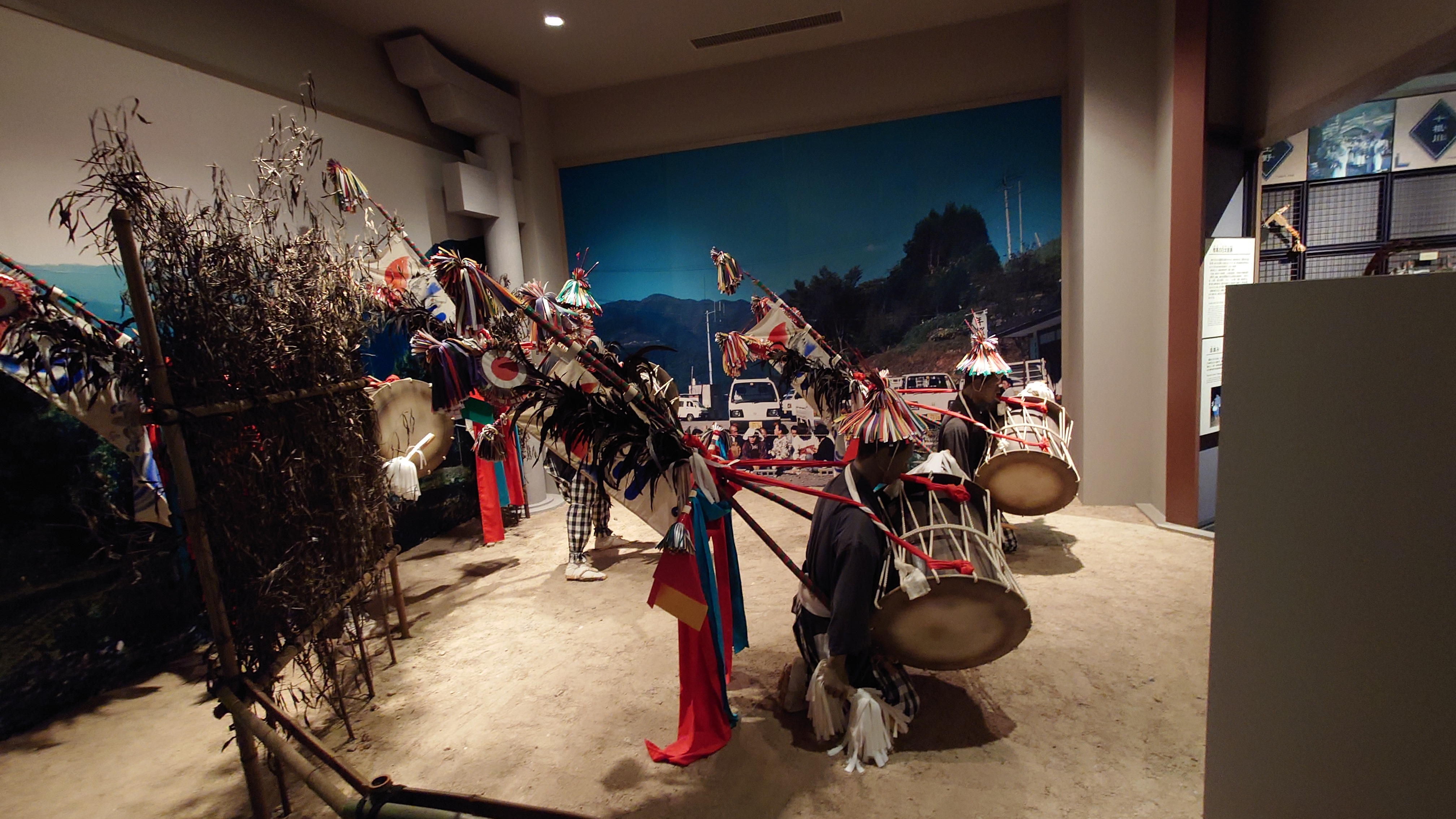

宮崎県東臼杵郡椎葉村の臼太鼓踊りは大川内地区、栂尾地区、十根川地区、大藪地区で行われており、大藪地区では旧暦8月15日に踊られる十五夜踊として行われるが、そのほかの地区では秋祭りとして行われている。
椎葉村は面積が広いため地区ごとに統一した形はないが、鳥毛という鶏の毛を多く付けた背負いものを背にする特徴がみられる。中でも十根川地域だけは笠に山鳥が付けられている。

### 大河内臼太鼓踊り
大河内臼太鼓踊りは、運動会などでも踊られ、その際は放送などの音は一切消され、太鼓と鐘の「チーン、チーン」の音だけが響き渡る。

### 栂尾臼太鼓踊り
踊りの由来として
寛永９年、椎葉が肥後国人吉の支配下にあった頃に始まる。
その由来は、諸説あるが、その1つは、その頃の椎葉では、農耕地が少なかったことから、栂尾（つがお）の地では、焼畑農耕や狩猟により生活していたが、その中の楽しみの１つとして栂尾の臼太鼓踊りが広まった。もう一つの由来として、一人の祈祷師により、五穀豊穣と無病息災を祈願した踊りを栂尾神社に奉納したことから、始まったとされている。

### 十根川臼太鼓踊り
下福良十根川、大久保、椎原の三地区合同の秋祭り。11月中旬に十根川神社の境内で踊られる。
山鳥の羽が付けられた笠を用いていることと、他の地域で用いられる鳥毛の背負いものは使われないことが特徴。

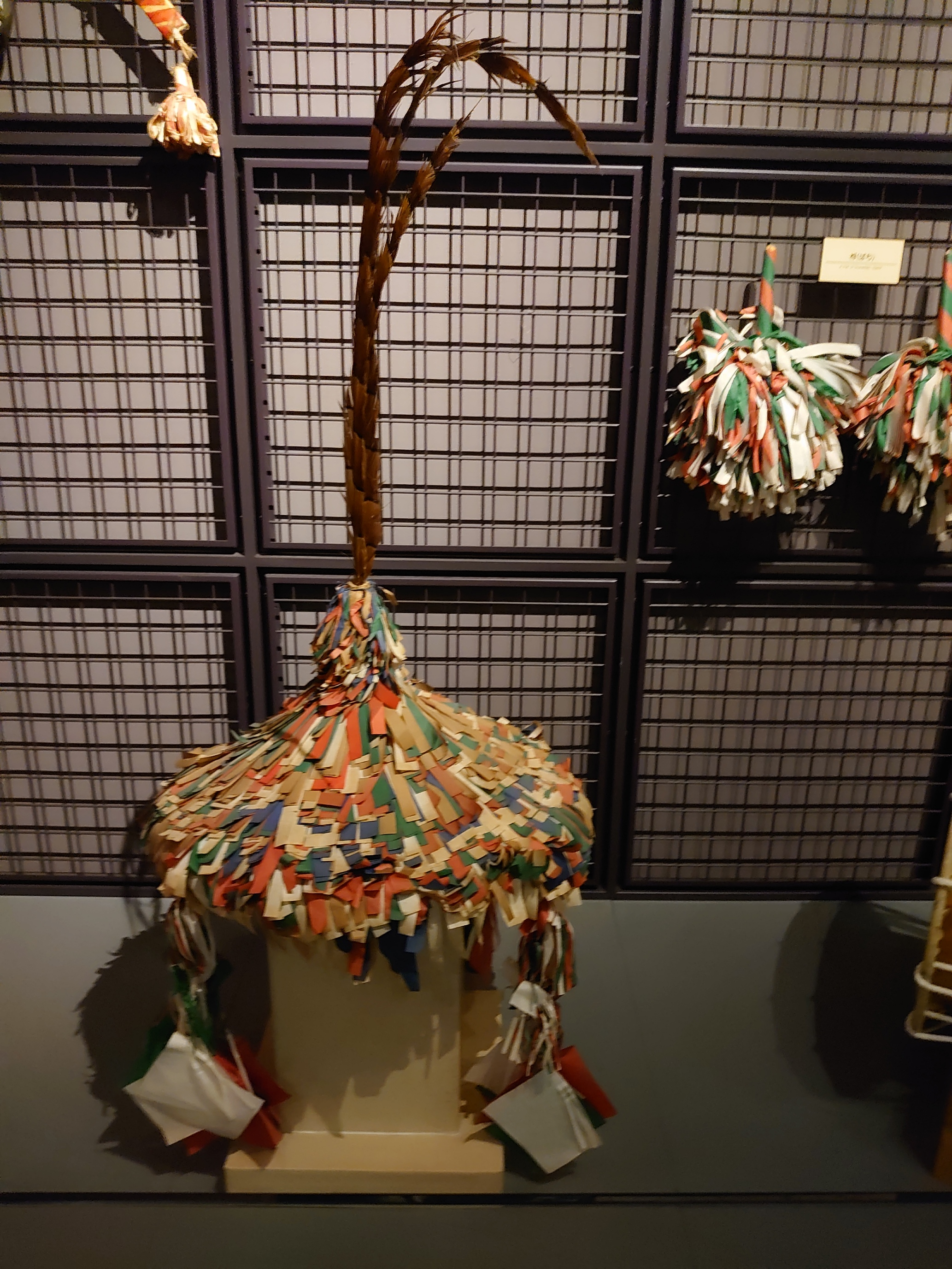
椎葉村十根川に伝わる十根川臼太鼓の装飾

### 大藪臼太鼓踊り
毎年10月中旬に大藪集会センターと大桑木の民家で毎年交互に踊られる。
大藪地区は狩猟とのかかわりが深いこともあり、近隣の猟師も多く参加していた。
演目の中には、輪踊と笹踊や鬼神の面をつけた踊り手が舞う「羅生門」、椎葉村では伝えられていない「赤星」などがあることが特色。